# Янда, Владимир
Владимир Янда (чеш. Vladimír Janda; 19 апреля 1928, Прага — 25 ноября 2002, Прага) — чешский врач и физиотерапевт, который стал известным благодаря своей работе в области скелетных мышц, а также по разработке систем для оценки и коррекции двигательной дисфункции у спортсменов. Янда известен как отец чешского метода реабилитации, известного как «Метод Янда». В молодости он страдал от последствий полиомиелита .

## Ранняя жизнь и образование
Джанда учился в гимназии в Колине , Чехословакия, где он окончил в 1947 году. В возрасте 15 лет он заболел полиомиелитом и не мог ходить в течение двух лет. Хотя он в конечном итоге выздоровел, у него развился синдром пост-полиомиелита, и он был вынужден использовать трость до конца своей жизни в 2002 году. Опыт оказал влияние на его профессиональную жизнь и привел его к медицинским исследованиям и сосредоточению на физической медицине и реабилитации . Его ранним вдохновением была реабилитационная терапия сестры Кенни для детей с полиомиелитом. Будучи новичком, он служил её переводчиком и помогал представить её метод в 1947 году в Чехословакии. С самого начала, Джанда сосредоточился на мышечных системах и болевых синдромах опорно-двигательной системы. В 1949 году, ещё будучи студентом в возрасте 21 года, он опубликовал свою первую книгу Funkcní svalový test [Function Muscle Test] о тестировании мышц и их функциональности. Он был первым в своем роде кто опубликовал книгу по тестированию мышц на чешском языке и она стала основной литературой по реабилитации. С тех пор он был перепечатан во многих изданиях по всему миру.

## Карьера
В 1952 году Джанда получила степень по неврологии в Медицинской школе Карлова университета в Праге и присоединилась к неврологической клинике Винограды, работая под руководством профессора Мацека. Он также работал в реабилитационном центре для пациентов после полиомиелита.
Интерес Джанды к сенсорно-моторной системе побудил его начать исследование мышечной активности в тазобедренном суставе с помощью ЭМГ. Он обнаружил, что пациенты, которые не задействовали свою большую ягодичную мышцу во время разгибания бедра, компенсировали чрезмерный наклон таза, чтобы выполнить разгибание. Его наблюдения привели его к изучению механики движения, сосредоточив внимание на функции мышц, а не силы. Дальнейшие исследования вдохновили Джанду на изучение взаимоотношений между пациентами с крестцово-подвздошной дисфункцией и мышечной слабостью, обнаружением слабости и подавления большой ягодичной мышцы даже при отсутствии боли.
Джанда осознал, что определённые мышцы человеческого тела были склонны к слабости, и он начал определять модели движения, чтобы оценить качество движения. Его наблюдения сформировали основную предпосылку его подхода к лечению: этот мышечный дисбаланс является систематическим и предсказуемым, и что дисбаланс мышечного тонуса влияет на все тело и является источником дисфункции движения.

### Джандский подход
В своем подходе Джанда смотрит на весь организм и наблюдает, как дисфункциональные паттерны движений в одной области тела могут привести к боли в другой области. Например, нестабильность в лодыжках может привести к боли в пояснице, и в таком случае лечение нижней части спины не устранит механические недостатки. С точки зрения Janda, хроническая боль может рассматриваться как проблема с программным обеспечением, а не аппаратная проблема. Если вы используете структурный подход, вы лечите симптомы, но не решаете основную проблему.
Функционально тело движется в согласованной последовательности движений, опосредованной сенсорной двигательной системой. Когда мышцы выходят из равновесия, возникают постуральные и двигательные аномалии, которые не синхронизированы с оптимальной механикой и проявляются как боль в одной или нескольких пораженных структурах.
Джанда выделил две функциональные группы мышц, тоник и фазус. Тонические мышцы являются сгибателями и развиваются внутриутробно, в положении плода, когда тело сгибается в себе. Фазовые мышцы — это экстензоры, которые развиваются после рождения. Сгибатели доминируют в повторяющейся ритмической деятельности, такой как ходьба и бег, а разгибатели работают эксцентрично, удлиняясь против силы тяжести. Тонические мышцы подвержены стеснению, а фазические мышцы подвержены слабости.
В своей работе с пациентами Джанда заметил, что после структурных поражений в центральной нервной системе тонические мышцы имели тенденцию к спазму, в то время как фазовые мышцы были вялыми . Он пришел к выводу, что дисбаланс мышц зависит от ЦНС, а не от структурных изменений самих мышц.